# Krasnojarowka (Tuwa)
Krasnojarowka (ros. Краснояровка) – wieś w Rosji, w Tuwie, w kożuunie tandińskim. W 2010 liczyła 81 mieszkańców.